# Rolf Jähnichen
Martin Rolf Jähnichen (* 11. Mai 1939 in Helmsdorf, Landkreis Pirna) ist ein deutscher Politiker (DDR-CDU, ab 1990 CDU). Von 1994 bis 2009 war er Mitglied des Sächsischen Landtags.

## Leben
Nach dem Abitur studierte er von 1957 bis 1963 Landwirtschaft in Leipzig. Er schloss sein Studium als Diplomlandwirt ab und promovierte anschließend als solcher. Von 1964 bis 1970 war er beim Rat des Bezirkes Leipzig, Abteilung Landwirtschaft (und dort zuständig für Bergbau) beschäftigt. Im Folgenden war er von 1970 bis 1990 Produktionsleiter und stellvertretender Vorsitzender der LPG „8. Mai“ in Neukirchen (Kreis Borna). Jähnichen ist römisch-katholisch, verheiratet und hat drei Kinder.

## Politik
Jähnichen trat 1981 in die DDR-CDU ein und war von 1989 bis 1990 Mitglied des Parteivorstandes. Von 1984 bis 1989 war er Mitglied im Gemeinderat in Zedtlitz. Im Jahr 1994 wurde er im Wahlkreis Leipziger Land 1 in den Sächsischen Landtag gewählt. Zuvor war er von Mai bis November 1990 erster frei gewählter Landrat in Borna und von 1990 bis 1994 Kreisvorsitzender der CDU Borna. Seit 2000 ist er Mitglied des CDU-Landesvorstandes und Landesvorsitzender der Senioren-Union. Von 2000 bis 2004 war er Mitglied des Bundesvorstandes der Senioren-Union. Bei der Sächsischen Landtagswahl 2009 trat er nicht mehr als Kandidat an und schied im September 2009 aus dem Landtag aus.

## Ministerämter
Jähnichen war von 1990 bis 1998 Sächsischer Staatsminister für Landwirtschaft, Ernährung und Forsten und anschließend bis 1999 Sächsischer Staatsminister für Umwelt und Landwirtschaft.

## Ehrungen
Am 6. Juli 2021 verlieh ihm Ministerpräsident Michael Kretschmer den Sächsischen Verdienstorden.

## Quelle
- Andreas Holzapfel (Hrsg.): Sächsischer Landtag. 4. Wahlperiode. 2004–2009. Stand: 12. Juni 2006. Rheinbreitbach 2006. S. 72.